# Parafia Niepokalanego Serca Najświętszej Maryi Panny w Przybysławicach
Parafia Niepokalanego Serca Najświętszej Maryi Panny w Przybysławicach – parafia rzymskokatolicka znajdująca się w diecezji tarnowskiej, w dekanacie Radłów. Erygowana w 1985 r. 

## Historia
2 kwietnia 1985 r. bp tarnowski Jerzy Ablewicz erygował parafię pw. Niepokalanego Serca NMP w Przybysławicach. W dekrecie czytamy m.in.: „Nowa parafia zasięgiem swej działalności obejmować będzie wyłączone z parafii Otfinów wioski: Przybysławice w jej granicach administracyjnych oraz Pasiekę Otfinowską z wyjątkiem przysiółka tzw. Zakanale”.
5 kwietnia 1981 r. wojewoda tarnowski na wniosek kurii diecezjalnej w Tarnowie wydał decyzję zezwalającą na budowę punktu katechetycznego w Przybysławicach; odpowiedzialnym został mianowany ks. Michał Dziedzic.
18 lipca 1982 r. został poświęcony i wmurowany kamień węgielny przez bpa Józefa Gucwę. Kościół w stanie surowym był gotowy już w roku następnym (1983). 7 października 1984 roku we wspomnienie Matki Bożej Różańcowej bp tarnowski Jerzy Ablewicz dokonał poświęcenia kościoła. Następnie w 1985 r. została powołana parafia i został mianowany jej pierwszy proboszcz ks. Michał Dziedzic. 13 czerwca 2010 roku obchodzono jubileusz 25-lecia parafii i wówczas bp tarnowski Wiktor Skworc dokonał konsekracji kościoła. W głównym ołtarzu zostały umieszczone relikwie bł. Karoliny Kózkówny.

## Proboszczowie parafii
- ks. Michał Dziedzic (02.04.1985 – 05.07.1999)[3][4]
- ks. Roman Kopacz (04.08.1999  – 01.03.2006)[2]
- ks. Stanisław Polek (25.03.2006 – 12.08.2013)[2]
- ks. Piotr Bodziony (12.08.2013 – 10.08.2019)[2]
- ks. Daniel Bubula (10.08.2019 – 12.08.2023)[2]
- ks. Wojciech Janczura (13.08.2023 – )[2][5]